# SETD6
SETD6‏ (SET domain containing 6) هوَ بروتين يُشَفر بواسطة جين SETD6 في الإنسان.